# Nicolás Gabriel Sánchez
Nicolás Gabriel Sánchez (Buenos Aires, Argentina; 4 de febrero de 1986) es un exfutbolista y entrenador argentino. Jugaba de defensor central y su último equipo fue Godoy Cruz de la Primera División de Argentina.

## Carrera como jugador

### Inicios
Oriundo de Mataderos, Sánchez hizo infantiles e inferiores en Boca Juniors hasta la octava división cuando quedó libre.
Después pasó a las categorías inferiores del Nueva Chicago, con el que hizo su debut en la Primera División Argentina en la temporada 2003-04 el 26 de junio de 2004 frente a Independiente. Tras su descenso a final del año, Sánchez continuó en el primer equipo las dos siguientes temporadas en la Primera B Nacional y luego volvió con el club a Primera en la temporada 2006-07.

### River Plate
Descendido de nuevo el Nueva Chicago al término de la temporada, Sánchez fichó por  River Plate para la 2007-08.
Salió campeón del Torneo Clausura 2008 con River Plate.

### Godoy Cruz
Por no ser parte del equipo titular de River Plate de Ángel Cappa, decide irse a Godoy Cruz después de que  el millonario lo dejara libre.

### Racing Club

#### Temporada 2014
El 1 de julio de 2014 se convierte en el tercer refuerzo de Racing Club pedido por Diego Cocca a cambio de USD 600.000 por el 50% del pase. Jugó su primer partido con La Academia por Copa Argentina en la victoria 1 a 0 ante San Martín de San Juan. Su segundo partido sería por el campeonato en la primera fecha en la victoria 3 a 1, donde fue expulsado. Volvería a jugar contra Club Atlético Tigre, donde tuvo un mal partido y fue relegado al banco de suplentes. Su vuelta se produjo en la fecha 7 contra Boca Juniors, cuando entró en el segundo tiempo para aguantar la histórica remontada en La Bombonera. Su quinto encuentro fue ante su exclub, River Plate, por la fecha 17 y en donde tuvo una excelente actuación en la victoria 1 a 0 para llegar a lo más alto del campeonato. Su sexto partido fue ante Godoy Cruz en la última fecha, donde entró faltando 5 minutos y se consagró campeón luego de 13 años.

#### Temporada 2015
Su séptimo encuentro fue ante Boca Juniors por los amistosos del verano. Su octavo partido fue ante Vélez Sarsfield, en donde reemplazó a Yonathan Cabral, en la victoria de Racing 1 a 0. Su noveno partido fue ante San Martín de San Juan en la derrota 4 a 3 en los penales luego de ir 0 a 0 en los 90 minutos; él ejecutó el segundo penal. Su décimo partido fue ante Deportivo Táchira en donde jugó 30 minutos remplazando a Yonathan Cabral. El 6 de marzo de 2015 convierte su primer gol con La Academia en su 11.er partido frente a Atlético Rafaela por la fecha 4 del campeonato local. Su partido 12.º fue ante Sporting Cristal por la Copa Libertadores 2015 en el partido de ida. Su partido número 13 fue también ante Sporting Cristal por la vuelta de la Copa Libertadores en la victoria 2 a 0. Su 14º partido fue ante Defensa y Justicia en el empate 1 a 1. En un partido contra Huracán convirtió su segundo gol en Racing luego de un centro de Marcos Acuña. Su partido número 23 fue ante Deportivo Táchira en la agónica victoria 3 a 2 por la Libertadores 2015. Su partido número 41 fue ante Estudiantes de La Plata en la victoria 2 a 1 por la Liguilla Pre-Libertadores. Su partido número 42 fue ante Independiente por el Clásico de Avellaneda en la ida de la Liguilla Pre-Libertadores.

#### Temporada 2016
Su partido 43 y el primero de esta temporada fue ante Boca Juniors por el torneo de verano. Allí asiste a Diego Milito para que establezca el 1.er gol en la victoria 4-2. Marca su tercer gol con la celeste y blanca en la victoria 6-3 ante Atlético Rafaela al hacer un centro que terminó en gol suyo.

### Monterrey
El 14 de diciembre de 2016 se confirmó su traspaso al Monterrey.
Jugó 153 partidos en el cual anotó 40 goles para el equipo mexicano. Es uno de los pilares destacados en la defensa del conjunto de México, aumentó notablemente su promedio de gol e incluso llegó a conformar la lista de goleadores en México.
En el 2019, el partido de ida convirtió el gol de la victoria de su equipo por la Liga de Campeones de la Concacaf 2019. En el partido de vuelta su equipo empata 1 a 1 y se consagra campeón del torneo internacional de América Central, ayudando al equipo a ganar su cuarto trofeo, siendo figura y goleador del equipo (a pesar de ser defensor) con 6 goles en 8 partidos.
Ganó un triplete en un año con el club Monterrey algo nunca antes visto en la liga mexicana al ser el primer club mexicano en lograr el triplete en un año además de ganar un tercer lugar en el mundial de clubes dando un buen partido ante el Liverpool de klopp 

### Godoy Cruz: vuelta y retiro
En julio de 2021, volvería a Argentina a jugar en el club mendocino, jugaría solamente 1 partido debido a las lesiones y se retiraría el 11 de diciembre de 2021, jugando ante su ex club, Racing de Avellaneda.

## Carrera como entrenador

### Raya2 Expansión
El 12 de mayo de 2022 fue anunciado como nuevo entrenador del Raya2 Expansión, reemplazando a Aldo de Nigris.
En junio de 2023 fue anunciado como auxiliar del DT Fernando Ortiz en el primer equipo de Monterrey.

## Clubes

### Como jugador
| Club           | País      | Año         | PJ  | Goles |
| -------------- | --------- | ----------- | --- | ----- |
| Nueva Chicago  | Argentina | 2002 - 2007 | 105 | 5     |
| River Plate    | Argentina | 2007 - 2010 | 84  | 0     |
| Godoy Cruz     | Argentina | 2010 - 2014 | 142 | 8     |
| Racing Club    | Argentina | 2014 - 2016 | 83  | 3     |
| C.F. Monterrey | México    | 2017 - 2021 | 179 | 53    |
| Godoy Cruz     | Argentina | 2021        | 4   | 0     |
| Total          | Total     | Total       | 597 | 69    |

### Como entrenador
| Club            | País   | Año        |
| --------------- | ------ | ---------- |
| Raya2 Expansión | México | 2022- 2023 |

## Palmarés

### Como jugador

#### Campeonatos nacionales
| Título                     | Club          | País      | Año     |
| -------------------------- | ------------- | --------- | ------- |
| Ascenso a Primera División | Nueva Chicago | Argentina | 2005-06 |
| Primera División           | River Plate   | Argentina | C-2008  |
| Primera División           | Racing Club   | Argentina | 2014    |
| Copa MX                    | Monterrey     | México    | 2017    |
| Primera División de México | Monterrey     | México    | A-2019  |
| Copa MX                    | Monterrey     | México    | 2019    |

#### Campeonatos internacionales
| Título                           | Club      | País   | Año  |
| -------------------------------- | --------- | ------ | ---- |
| Liga de Campeones de la Concacaf | Monterrey | México | 2019 |
| Liga de Campeones de la Concacaf | Monterrey | México | 2021 |

#### Distinciones individuales
| Distinción                                           | Año  |
| ---------------------------------------------------- | ---- |
| Once Ideal de la Liga MX Apertura 2017               | 2017 |
| Mejor jugador de la Liga de Campeones de la Concacaf | 2019 |
| Once Ideal de la Liga de Campeones de la Concacaf    | 2019 |
| Los 100 mejores jugadores del 2019 Marca (periódico) | 2019 |